# Tenya Yabuno
Yabuno Tenya (やぶのてんや) (Tokio, 19 augustus 1969) is een Japans mangaka.
Ze heeft gewerkt voor de Digimon-franchise voor de Digimon Adventure V-Tamer 01 manga. Yabuno is de winnaar van verschillende prijzen in de wereld van manga, waaronder de Tezuka Award (1990), de Akatsuka Award (1992), de Kodansha Award (Inazuma Eleven, 2010) en de Shogakukan Award (Inazuma Eleven, 2012).
Binnen de Digimon-franchise staat hij bekend om het creëren van een van de meest populaire personages in de franchise, Taichi Yagami.